# Paranthaclisis nevadensis
Paranthaclisis nevadensis là một loài côn trùng trong họ Myrmeleontidae thuộc bộ Neuroptera. Loài này được Banks miêu tả năm 1939.